# Thatcham
Thatcham är en stad och civil parish i grevskapet Berkshire i södra England. Staden ligger i enhetskommunen West Berkshire, cirka 4,5 kilometer öster om Newbury och cirka 20,5 kilometer väster om Reading. Tätorten (built-up area) hade 25 547 invånare vid folkräkningen år 2021. Thatcham nämndes i Domedagsboken (Domesday Book) år 1086, och kallades då Taceham.